# Pfarrhaus (Zorneding)

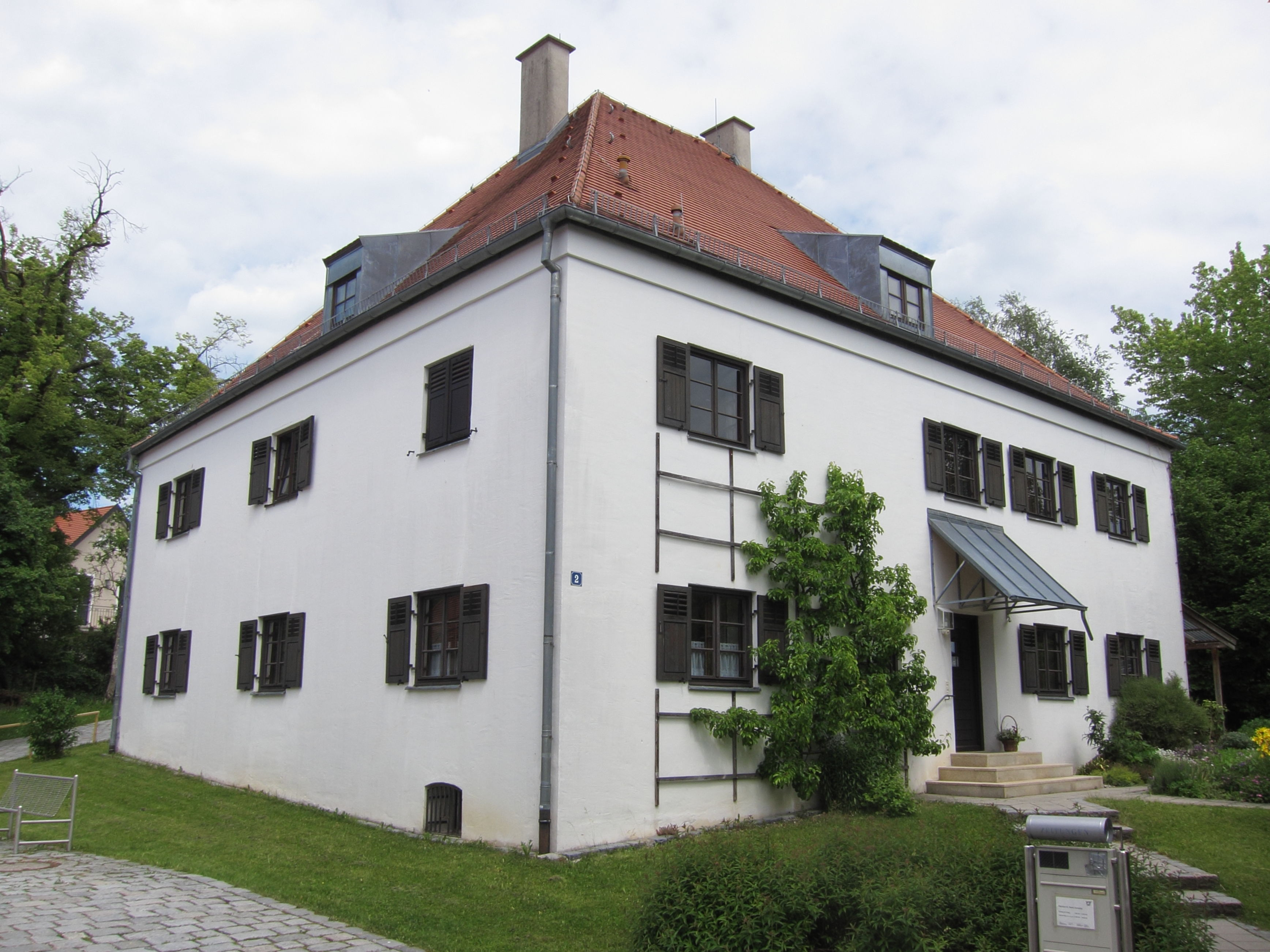
Ingelsberger Weg 2

Das Gebäude Ingelsberger Weg 2 ist das Pfarrhaus der katholischen Pfarrei St. Martin im Ortsteil Zorneding der Gemeinde Zorneding. Das 1802 erbaute zweigeschossige Gebäude ist ein kubischer Putzbau mit Walmdach. 
Das Gebäude ist unter der Nummer D-1-75-139-9 als Denkmalschutzobjekt in der Liste des Bayerischen Landesamtes für Denkmalpflege eingetragen.